# Волков Костянтин Миколайович
Костянтин Миколайович Волков (рос. Константин Николаевич Волков; 7 лютого 1985, м. Ленінград, СРСР) — російський хокеїст, правий нападник. Виступає за «Динамо» (Москва) у Континентальній хокейній лізі.  
Вихованець хокейної школи «Іжорець» (Санкт-Петербург). Виступав за ЦСК ВВС (Самара), ТХК (Твер), «Лада» (Тольятті), «Витязь» (Чехов), ХК «Дмитров», «Рись» (Подольск), ХК МВД.
Досягнення
- Володар кубка Гагаріна (2012, 2013), фіналіст (2010).